# Nageia maxima
Genre
Classification phylogénétique
Statut de conservation UICN

 EN  : En danger
Nageia maxima est un arbre à feuilles persistantes du genre Nageia, famille des Podocarpaceae.
Il se trouve uniquement en Malaisie, où il est menacé par la destruction de l'habitat.

## Source de la traduction
- (en) Cet article est partiellement ou en totalité issu de l’article de Wikipédia en anglais intitulé « Nageia maxima » (voir la liste des auteurs).